# Johannes Chrysostomos
Johannes Chrysostomos (grekiska: Ἰωάννης ὁ Χρυσόστομος), även kallad Krysostomus eller Chrysostomus, född 347 i Antiokia, Mindre Asien, död 14 september 407 i Comana Pontica, Pontos, var en grekisk kyrkofader, kyrkolärare och ett helgon (inom Romersk-katolska kyrkan, festdag 13 september). Inom den Östortodoxa kyrkan vördas han som en av de tre heliga hierarkerna.

## Biografi
Johannes var berömd för sin vältalighet och predikokonst. Namnet, grekiska χρυσός chrysos, "guld" och στόμα, stoma, "mun", alltså "guldmun", syftar på hans vältalighet. 
Han verkade först i Antiokia i Syrien men blev år 398 patriark i Konstantinopel. Där gjorde han sig till ovän med bland andra kejsarinnan Aelia Eudoxia genom att gå till angrepp mot sedefördärvet i allmänhet och vid hovet i synnerhet samt att fördöma arianismen, vilket ledde till att han anklagades för kätteri och landsförvisades av kejsar Arkadios. Hans popularitet hos befolkningen gjorde dock att han snart fick komma tillbaka, men han landsförvisades senare på nytt och dog av strapatserna under resan till destinationsorten vid Svarta havet.
Han skrev Kata Ioudaiōn (Κατὰ Ιουδαίων), som behandlar judarnas skuld till Jesu död. Hans position är att judarna är kollektivt ansvariga. Därutöver tar texten upp kristnas deltagande i judiska seder, där han menar att det är felaktigt. Han jämför bland annat synagogor med hedniska tempel. Skriften är antijudaistisk.
I hans skrift Om prästämbetet för han i dialogform fram sina åsikter om prästämbetet och prästens auktoritet, som de har fått av Gud "... utan Hjälparen själv har instiftat denna ordning och har övertalat människor som ännu lever i kroppen att efterlikna änglars tjänst" (citat ur skriften). Den har utkommit i svensk översättning av Max von Bonsdorff 1914 och av Olof Andrén 2007. Hans skrift Den outgrundlige utgavs i svensk översättning av Olof Andrén  2012.
I äldre tiders almanackor fanns hans namn Krysostomus eller Chrysostomus den 27 januari.